# Kuroda Nagahiro
Pour les articles homonymes, voir Kuroda.
Kuroda Nagahiro est un nom japonais traditionnel ; le nom de famille (ou le nom d'école), Kuroda, précède donc le prénom (ou le nom d'artiste).
Kuroda Nagahiro (黒田 長溥, 1er mars 1811-7 mars 1887) est un daimyo de la fin de l'époque d'Edo à la tête du domaine de Fukuoka.

## Biographie
Nagahiro est le neuvième fils de Shimazu Shigehide, daimyo du domaine de Satsuma. Kuroda Narikiyo, daimyo de Fukuoka, adopte Nagahiro en 1822. La mère de Nagahiro est une femme d'origine modeste nommés Chisa ; elle a attiré l'attention de Shigehide avec sa « constitution robuste et un grand amour du saké ». Tout comme sa mère, Nagahiro est également bien bâti. Il est proche de l'âge de Shimazu Nariakira et les deux ont une relation fraternelle.
Nagahiro succède à son père adoptif en 1834. Tel son père biologique, Nagahiro est partisan de la modernisation technologique, en particulier en ce qui concerne l'armée de son domaine. Après l'arrivée du commodore Perry, et à l'instar de son proche parent, Shimazu Nariakira, il est partisan de l'ouverture du pays. Il encourage fortement l'apprentissage parmi ses vassaux et les envoie dans les meilleures écoles d'Edo, Osaka et Nagasaki pour absorber le savoir occidental et l'expertise technique qui entre dans le pays à l'époque. Il s'implique lui-même dans des efforts similaires en écoutant les cours d'anatomie de Philipp Franz von Siebold en 1859.
Lors de la guerre de Boshin, ses forces prennent part à la campagne contre les domaines de la région de Tōhoku.
Nagahiro porte le titre de Mino no kami (美濃守) ainsi qu'un 2e rang de cour (juni'i, 従二位). Au cours de l'ère Meiji, il est fait kōshaku (侯爵, marquis) dans le cadre du nouveau système de noblesse mis en place à l'ère Meiji.

## Source de la traduction
- (en) Cet article est partiellement ou en totalité issu de l’article de Wikipédia en anglais intitulé « Kuroda Nagahiro » (voir la liste des auteurs).